# Mopidevi
Mopidevi là một trong 50 mandal thuộc huyện Krishna, bang Andhra Pradesh. The mandal is bounded by Challapalli, Koduru and Avanigadda mandals.